# Município de Washington (condado de Montgomery, Ohio)
O município de Washington (em inglês: Washington Township) é um município localizado no condado de Montgomery, no estado estadounidense de Ohio. No ano de 2010 tinha uma população de 56.607 habitantes e uma densidade populacional de 699,08 pessoas por km².

## Geografia
O município de Washington encontra-se localizado nas coordenadas 39° 37′ 34″ N, 84° 09′ 41″ O. Segundo o Departamento do Censo dos Estados Unidos, o município tem uma superfície total de 80,97 km², da qual 80,75 km² correspondem a terra firme e (0,28%) 0,23 km² é água.

## Demografia
Segundo o censo de 2010, tinha 56.607 habitantes residindo no município de Washington. A densidade populacional era de 699,08 hab./km². Dos 56.607 habitantes, o município de Washington estava composto pelo 88,86% brancos, o 3,85% eram afroamericanos, o 0,16% eram amerindios, o 4,61% eram asiáticos, o 0,04% eram insulares do Pacífico, o 0,48% eram de outras raças e o 2% pertenciam a duas ou mais raças. Do total da população o 2,05% eram hispanos ou latinos de qualquer raça.